# 达尼埃莱·马宁
达尼埃莱·马宁（義大利語：Daniele Manin，1804年5月13日—1857年9月22日），意大利政治家、爱国主义者，是圣马可共和国首任总统。

## 生平
1804年，马宁出生于威尼斯犹太律师家庭。1821年，毕业于帕多瓦大學，获得法学学位，逐渐成为为威尼斯律师中最有声望的人物。
1837年领导威尼斯人民抵制奥地利控制修筑米兰至威尼斯铁路的斗争。1847年，鼓动威尼斯争取自治权的斗争。1848年1月马宁被捕入狱，但他的被捕加速了民众的觉醒。1848年意大利邦国革命，马宁获释，任圣马可共和国总统。主张建立共和政体的意大利联邦，反对和皮蒙特联合。7月威尼斯国民会议决定和皮蒙特合并，马宁辞职。不久皮蒙特在库斯托萨战败，马宁出任三人执政团主席。
1849年8月威尼斯共和国战败，奥地利占领威尼斯，马宁流亡法国巴黎。晚年他从共和主义者转变为君主制的拥护者，和朱泽佩·拉·法里纳一起创立意大利民族党。1857年去世。1868年，奥地利撤出威尼斯两年后，马宁的遗骨迁回威尼斯，葬于狮子小广场附近。